# Montag Lajos
Montag Lajos (Budapest, 1906. május 26. – Budapest, 1997. január 25.) magyar gordonkaművész, nagybőgős, zenetanár, zeneszerző, egyetemi oktató. A nagybőgőzés kiemelkedő alakja.

## Életpályája
Zenei tanulmányait a Zeneakadémián Tintner Bertalannál kezdte meg 1921-ben és Schwalm Ferencnél fejezte be 1927-ben. 1927–1929 között alkalmi együttesekben, cirkuszi zenekarokban és varietékben dolgozott. 1929–1966 között a Magyar Királyi Operaház zenekarának tagja volt. 1931-től a Nemzeti Zenede oktatója volt. 1946–1947 között a Magyar Rádió Szimfonikus Zenekarában volt szólamvezető. 1957–1977 között a XIV. kerületi Állami Zeneiskola, a mai Szent István Zeneművészeti Szakközépiskola és Gimnázium tanára volt. 1961–1971 között az Országos Filharmóniai Társaság tagja volt. 1966–1986 között a Liszt Ferenc Zeneművészeti Főiskola Tanárképző Intézete budapesti tagozatán tanított.

### Munkássága
Olyan muzsikusokkal találkozott, mint például Richard Strauss, Sergio Failoni, Kadosa Pál, Dohnányi Ernő, Igor Stravinsky, R. Kaplan, Reiner Frigyes, W. Backhaus, Szigeti József, Lehár Ferenc, B. Huberman, Ruggiero Ricci, W. Mengelberg, Rosztropovics, Prokofjev, Ferencsik János, A. Busch, W. Furtwängler, Enescu, Leonard Bernstein, Ránki György, E. Ansermet, L. v. Matacic, M. Kagel, Varga Tibor, Farkas Ferenc, Rautawara, Karl Böhm, Kodály Zoltán, Weiner Leó. Neki írt darabokat Arányi György, Ábrányi Emil, Borlói Rudolf, Gárdonyi Zoltán, Geszler György, Hajdu Mihály, Hidas Frigyes, Horusitzky Zoltán, Jemnitz Sándor, Kardos István, Kazacsay Tibor, Kenessey Jenő, Kesztler Lőrinc, Kósa György, Patachich Iván, Reschofsky Sándor, Szántó Jenő, Molnár Antal, Ránki György, Vannay János és Vécsey Jenő. Növendékei voltak többek közt: Denke László (Genf), Farkas Mihály (München), Kavamata Acumi (Tokyo), Lévai András (Pretoria), Denis Milne (Anglia), Pege Aladár, Schunk László, Szedlák Béla (Bern), Szentirmai Antal, Tibay Zsolt (Tokyo), Vadász Ilona és Vas László. 

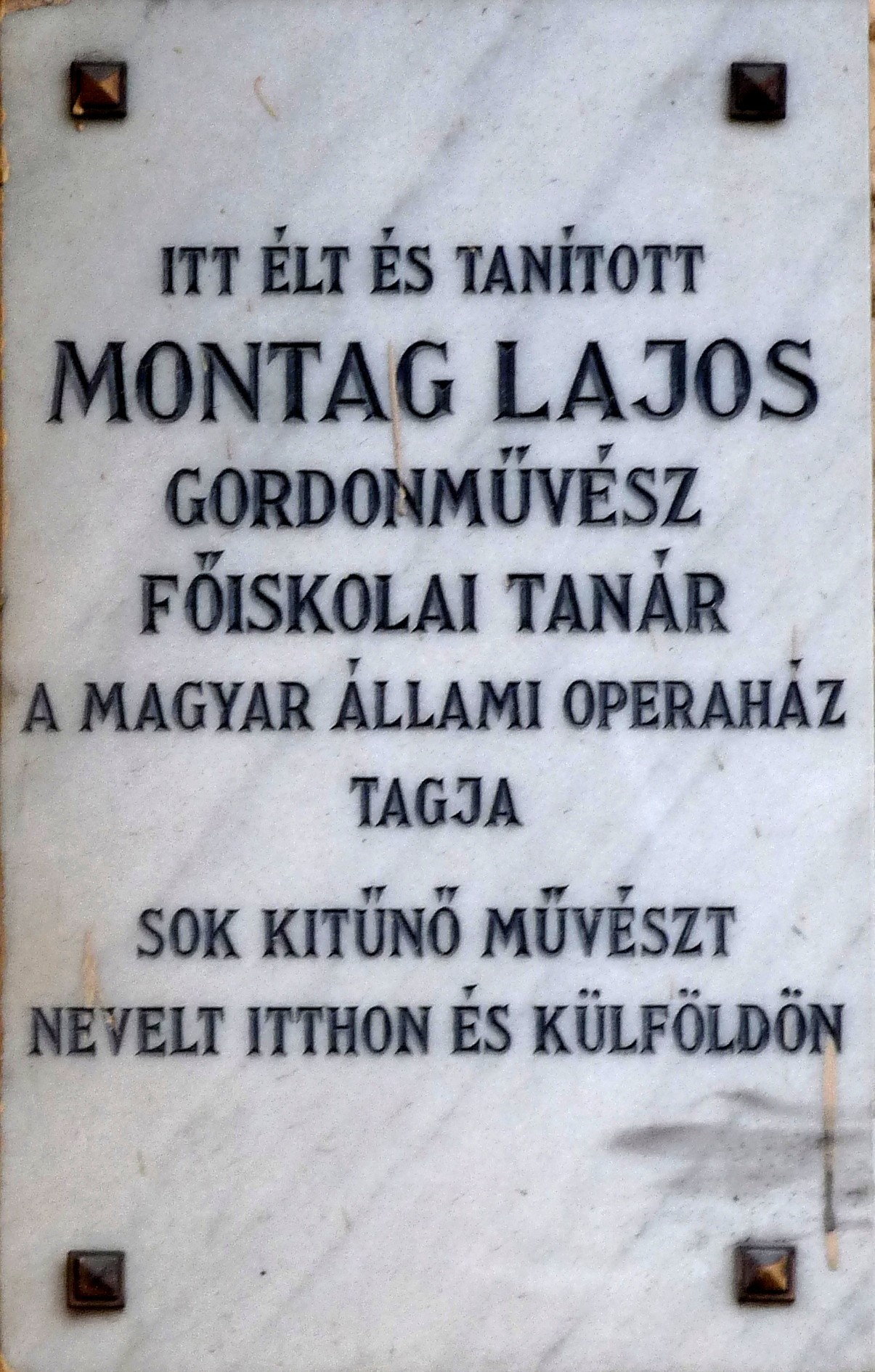
Montag Lajos gordonművész, zenetanár emléktáblája egykori lakhelyén. Budapest, VI. ker. Andrássy út 5.

## Családja
Szülei: Id. Montag Lajos (1876–1946) hegedűművész és Weikert Flóra (1881–1976) zongoratanárnő voltak. Testvére, Montag Vilmos (1908–1991) az Operaház zenekarának tagja volt.

## Díjai
- Kiváló Dolgozó (1955)